# Феруловая кислота
Феру́ловая кислота́ (3-метокси-4-гидроксикоричная кислота) — ароматическая непредельная карбоновая кислота, представитель оксикоричных кислот. Название получила по названию рода растений ферула (Ferula) семейства зонтичных.

## Свойства
Кристаллическое вещество белого или светло-бежевого цвета, растворима в горячей воде, этаноле, трудно растворима в диэтиловом эфире, бензоле.
Благодаря наличию двойной связи в остатке пропеновой кислоты и гидроксильной группы в ароматическом ядре легко вступает в свободнорадикальные реакции, образуя стабильный феноксильный радикал, чем способствует терминации этих реакций.
Способна к цис-транс-изомерии. В растениях преобладает транс-форма.

## Распространение
Повсеместно содержится в высших растениях. Образуется при метаболизме фенольных аминокислот — фенилаланина и тирозина — через коричную, п-кумаровую и кофейную кислоты. Является одним из предшественников в процессе синтеза лигнина, компонента механических тканей растений. Образует диферуловые мостики между молекулами полисахаридов и лигнина в растительной клеточной стенке, что повышает её прочность. Непосредственный предшественник кумарина скополетина.
В виде сложных эфиров с тритерпеновыми спиртами и стеринами входит в состав γ-оризанола — антиоксидантного компонента, содержащегося в масле рисовых отрубей.
Помимо растений, обнаружена в мицелии ряда грибов.

## Получение
Из растительного сырья получают экстракцией полярными растворителями (метанол, этанол, ацетон, диоксан, диэтиловый эфир, этилацетат и др.) или их двухкомпонентными системами с последующим кислотным, щелочным или ферментативным гидролизом экстрагированных соолигомеров.
Возможен синтез из ванилина и малоновой кислоты с использованием пиперидина и пиридина в качестве конденсирующего средства и растворителя.

## Метаболизм

### Биосинтез
Феруловая кислота синтезируется в растениях из кофейной кислоты. Реакцию катализирует кофеат-О-метилтрансфераза.
Феруловая и дигидроферуловая кислоты являются компонентами клеточной оболочки растений, в которой они образуют сшивки между полимерной сетью лигнина и полисахаридами, придавая оболочке большую ригидность.
Также феруловая кислота является интермедиатом в синтезе монолигнолов, мономеров лигнина, а также принимает участие в синтезе лигнанов.

## Биологическая активность
Обладает широким спектром фармакологических свойств, в частности, отмечено противовоспалительное, антиаллергическое, антиагрегантное, противоопухолевое, антитоксическое, гепатопротекторное, кардиопротекторное, антибактериальное, противовирусное и другие виды действия, что обусловлено в основном антиоксидантным действием — торможением перекисного окисления липидов и ингибированием свободнорадикальных стадий синтеза простагландинов.
В качестве антиоксидантного компонента входит в состав различных биологически активных добавок, а также косметических средств.
Особые штаммы дрожжей, особенно штаммы, используемые при приготовлении пшеничного пива, такие как Saccharomyces delbrueckii (Torulaspora delbrueckii (англ.)), превращают феруловую кислоту в 4-винилгваякол (4-винил-2-метоксифенол), что придает пиву таких сортов, как Weissbier и Wit, их необычный гвоздичный аромат. Saccharomyces cerevisiae (сухие дрожжи) и Pseudomonas fluorescens также могут превращать транс-феруловую кислоту в 4-винил-2-метоксифенол. Из бактерии Pseudomonas fluorescens был изолирован фермент декарбоксилаза феруловой кислоты.